# 모리 마사유키 (배우)

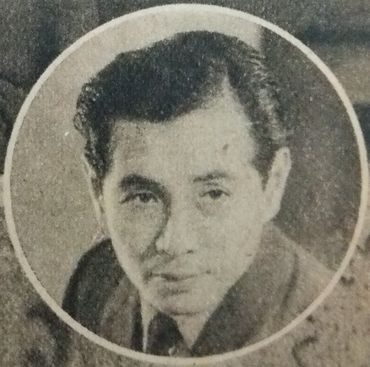
모리 마사유키

모리 마사유키(Masayuki Mori, 1911년 1월 13일 ~ 1973년 10월 7일)는 일본의 배우이다. 부친은 작가 아리시마 다케오, 외조부는 제국 육군 대장 가미오 미쓰오미 남작이다.

## 영화
- 스루 데이즈 앤드 먼스 (1969년)
- 부시도 (1963년)
- 나 홀로 태평양 (1963년)
- 빛나는 바다 (1963년)
- 남동생 (1960년)
- 여자가 계단을 오를 때 (1960년)
- 나쁜 놈일 수록 잘 잔다 (1960년)
- 나잇 드럼 (1958년)
- 야성의 여인 (1957년)
- 마음 (1955년)
- 양귀비 (1955년) - 황제 역
- 부운 (1955년)
- 오누이 (1953년)
- 우게쯔 이야기 (1953년)
- 저 손 이 손 (1952년)
- 젬마 (1951년)
- 무사시노 부인 (1951년)
- 도난당한 사랑 (1951년)
- 백치 (1951년)
- 라쇼몽 (1950년)
- 호랑이 꼬리를 밟은 사나이 (1945년)
- 스가타 산시로 2 (1945년)